# Carcare
Carcare là một đô thị ở tỉnh Savona ở vùng Liguria của Ý, có khoảng cách khoảng 50 km về phía tây của Genoa và khoảng 20 km về phía tây bắc của Savona. Tại thời điểm ngày 31 tháng 12 năm 2004, đô thị này có dân số 5.708 người và diện tích là 10,4 km².
Đô thị Carcare có các frazione (đơn vị cấp dưới) Vispa.
Carcare giáp các đô thị: Altare, Cairo Montenotte, Cosseria, Mallare, Pallare, và Plodio.